# Eurydice elongata
Eurydice elongata is een pissebed uit de familie Cirolanidae. De wetenschappelijke naam van de soort is voor het eerst geldig gepubliceerd in 1972 door Moreira.